# Bad Zwesten
Bad Zwesten település Németországban, Hessen tartományban. Lakosainak száma 3957 fő (2023. december 31.).

## Népesség
A település népességének változása:
| Lakosok száma | 3867 | 3901 | 3914 | 3823 | 3832 | 3957 |
|               | 2014 | 2017 | 2019 | 2021 | 2022 | 2023 |